# Russemusikk
La russemusikk est un genre musical norvégien et une musique de fête. Les chansons du genre sont en grande partie des compositions commandées pour les fêtes du Russ d'année des élèves de terminale norvégiens. Le genre se caractérise par des paroles sur l'alcool, la drogue et le sexe.

## Histoire

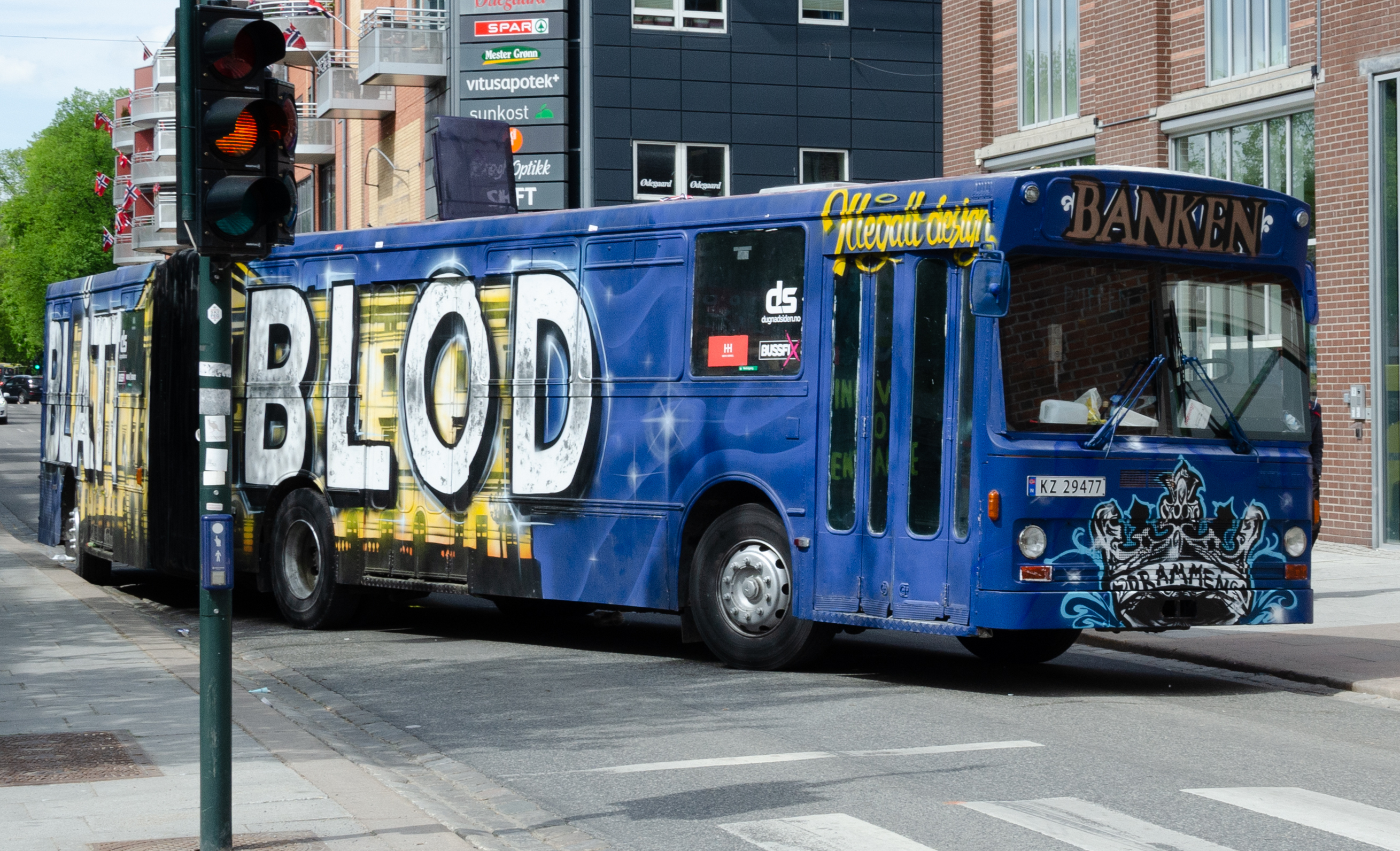
Russebuss à Drammen, 2019.

Les élèves de terminale norvégiens sont appelés Russ en Norvège. Au moment de leurs travaux de fin d'études, ils organisent des fêtes du Russ qui culminent le jour de la fête nationale norvégienne, le 17 mai. C'est surtout dans la région d'Oslo que s'est développée la coutume selon laquelle les élèves de terminale transforment en groupe, parfois à grands frais, des bus pour y inscrire les slogans de leur groupe. Ces bus sont appelés Russebusser en norvégien,.
Chaque année, des chansons deviennent particulièrement populaires lors des fêtes de fin d'année. En 1989, on commence à élire la « chanson russe de l'année ». La première chanson à avoir reçu ce titre est Splitter Pine du groupe DumDum Boys. Vers 2005, des groupes de bus de la région d'Østlandet commencent à créer leurs propres chansons. De là, la tendance se répand dans le reste de la Norvège. Cette tendance est favorisée par le fait qu'il était devenu plus facile de produire de la musique, et que de nombreux musiciens débutants commencent à être rémunérés grâce au genre,. Le duo de DJ Broiler et les DJ Kygo et Martin Tungevaag ont par exemple produit des chansons pour les élèves de terminale au début de leur carrière.
En 2011, un prix de 10 000 à 20 000 couronnes est attribué. La commande la plus chère à cette époque était une chanson du producteur de musique américain Skrillex, qui est achetée par un groupe de Bærum pour 15 000 dollars américains, ce qui correspond à l'époque à environ 80 000 couronnes. En 2016, le prix est réévalué à environ 100 000 couronnes pour les artistes les plus connus. Les droits d'auteurs restent normalement entre les mains des producteurs, ce qui leur permet également de générer des revenus par le biais du streaming et d'autres exploitations des chansons. Les groupes ne se voient accorder qu'un droit temporaire de diffuser les chansons lors de manifestations. En Suède, un genre musical similaire, l'epadunk, se développe et connait un succès commercial au début des années 2020. La russemusikk norvégienne est en partie considérée comme l'origine de l'epadunk,.

## Caractéristiques

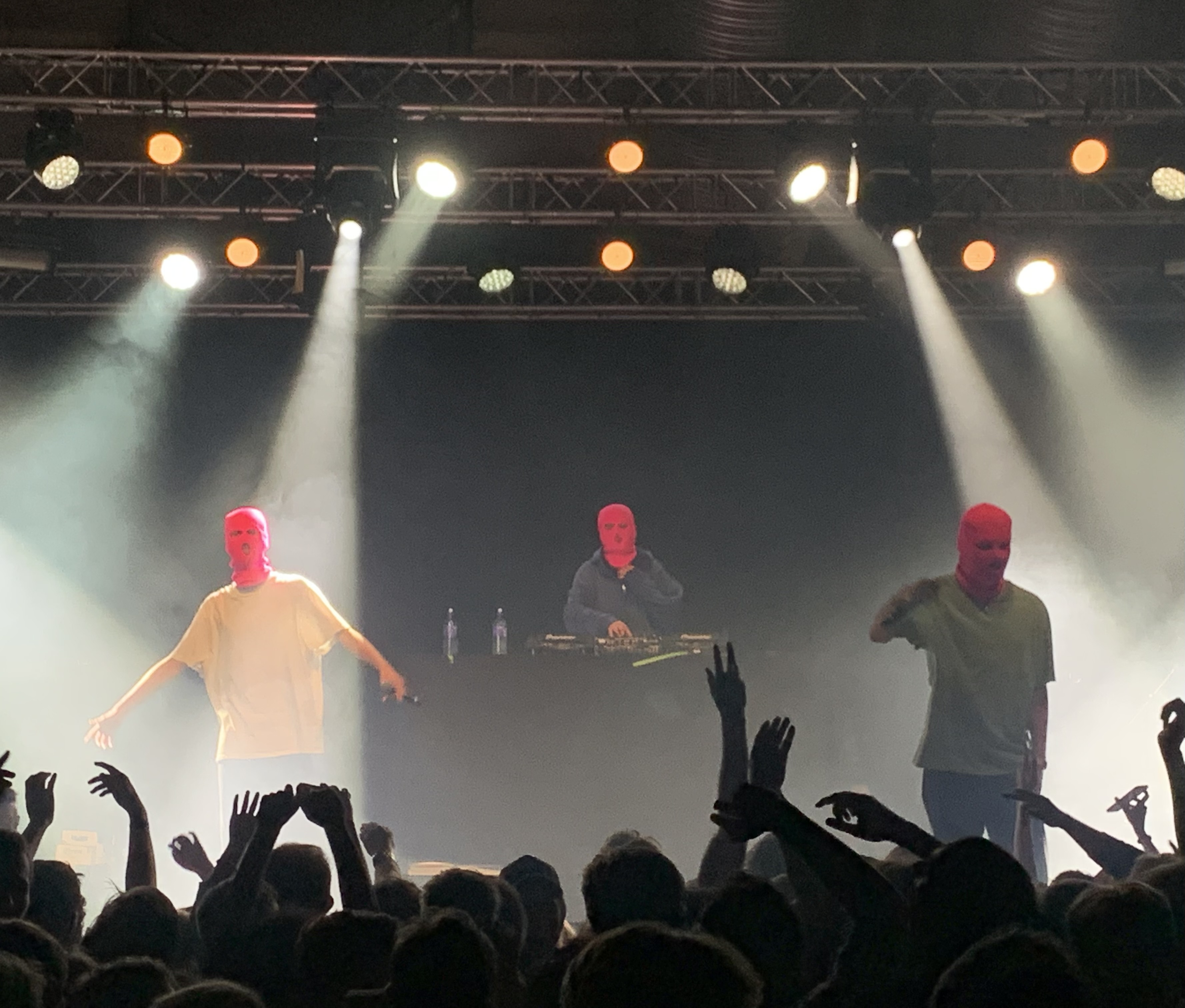
Ballinciaga, 2022.

Les chansons de russemusikk sont souvent de l'electronic dance music (EDM).
Les paroles des chansons sont généralement en norvégien et attirent l'attention des médias à plusieurs reprises pour leurs textes provocateurs et sexualisés. En 2015, la chanson Sjeiken 2015 de Tix, entre autres, crée une plus grande polémique car elle contenait des phrases comme « I kveld er det lov å være hore » (français : « Ce soir, on se fait des putes ») et « Vil du bli med meg hjem hvis jeg skjenker deg noe sprit da ? » (français : « Tu viens à la maison si je te fais picoler ? »),. C'est à cette époque l'une des rares chansons du genre à faire son entrée dans les hit-parades. Le nombre de chansons à succès commercial augmente par la suite. En 2023, Sjeiken 2015 est élue « chanson russe la plus emblématique de tous les temps » lors d'un sondage réalisé par la station de radio NRK P3.
Parallèlement à ce succès croissant, un changement s'est produit dans les paroles des chansons. La description de la consommation de drogues - en particulier la cocaïne - est devenue un motif répandu dans les chansons,. Le sociologue Willy Pedersen écrit en 2023 pour le journal Aftenposten que les chansons du genre étaient un miroir de l'hyper-masculinité, dans lequel des mots comme hoes (« putes »), puling (« baiser ») et fitte (« chatte ») apparaissaient et où les drogues étaient également importantes.
De nombreuses chansons du genre sont nommées selon le même schéma et se composent du nom du groupe de bus et de l'année de fin d'études. Certains groupes, comme Ballinciaga, ont commencé à ne plus utiliser ce schéma.